# Венди Тестабургер
Венди Тестабургер (англ. Wendy Testaburger) — персонаж мультсериала «Южный Парк». Она — одноклассница главных героев и играет заметную роль во многих эпизодах.
Озвучиванием Венди в разное время занимались: Мэри Кей Бергман, Мона Маршалл, Элиза Шнайдер, и в последних сериях — Эйприл Стюарт. При первом появлении в «Духе Рождества (Иисус против Санты)» она ещё безымянна, но её характерный внешний облик уже сформирован.
Характер Венди списан с Лиэн Адамо, бывшего бухгалтера и невесты Трея Паркера, а имя она получила в честь одной из знакомых Мэтта Стоуна Венди Вестерберг.
Номер дома Венди — 666.

## Характер и мировоззрение
Венди эгоистична и предпочитает быть в центре внимания, но прячет это под маской отзывчивости, часто оказывает поддержку любому либеральному начинанию. Например, в эпизоде «Конъюнктивит», выиграв бочку конфет, она отдаёт все конфеты в пользу голодающих детей Найроби. Венди имеет устойчивые либеральные и феминистские взгляды, однако в некоторых эпизодах она ведёт себя непоследовательно.
Венди активно участвует в школьной жизни, во многих аспектах проявляя лидерские качества. Она не только президент класса, но и капитан школьной команды чирлидеров («Хоббит»), а также капитан школьной женской волейбольной команды («Петушковая магия»).
Кроме того, Венди является одной из самых политически активных личностей в сериале. Часто она высказывается на тему либеральных свобод, роли женщины в обществе, дискриминации женщин, при этом не раз вступая в открытый конфликт с Картманом. Иногда Венди называют «голосом разума» сериала. В сериале можно неоднократно увидеть, как Венди пытается привлечь внимание окружающих людей к различным проблемам общества: пишет эссе о защите бутылконосых дельфинов («Набор веса 4000»), выступает с докладом о раке груди («Шоу о раке груди»), читает сообщение о необходимости оказания помощи беженцам из Сирии («Познавательная снафф-порнуха»), участвует в борьбе за удаление расистских элементов с флага города («Шеф теряет терпение»). В серии «Видеонабор тупой испорченной шлюхи» Венди оказывается единственной девочкой в классе, считающей унизительным для женского пола безнравственное поведение Пэрис Хилтон (хотя, в итоге, также пытается присоединиться к клубу шлюх).
Тем не менее, Венди редко удаётся повлиять на других персонажей. Наоборот, нередко она не выдерживает давления и меняется сама, чтобы не быть в отрыве от коллектива. Так, в эпизоде «Хоббит» Венди резко критикует девочек, делающих свои фотографии более привлекательными с помощью фотошопа, но в финале редактирует собственное фото, тем самым сводя конфликт на нет.
В фильме «Южный Парк: После COVID’а», Венди стала профессором в Гарвардском университете и вышла замуж за человека по имени Дарвин. Она посещает погребение Кенни.

## Отношения
В первых сезонах, Венди в основном играет роль тайной любви, а потом и подружки Стэна. Но в эпизоде «Шеф теряет терпение» Венди привязывается к Картману и даже целует его перед телекамерами. После, избавившись от мыслей о Картмане, догоняет Стэна. Венди часто пытается заговорить со Стэном, а он при этом так волнуется, что его тошнит, а Венди восклицает «Фу!» и убегает. Затем Венди становится подружкой Стэна, но позже они, похоже, теряют интерес друг к другу. Она официально расстаётся со Стэном в эпизоде «Изюминки». Позже она начинает встречаться с Токеном, но ничего серьёзного из этого не выходит. В эпизоде «Видеонабор тупой испорченной шлюхи», видно, что она чувствует себя виноватой в том, что бросила Стэна. Однако, похоже, что Стэн всё ещё испытывает к ней чувства. В эпизоде «Следи за яйцом!», он безумно ревнует её к Кайлу, который вместе с Венди работает над школьным проектом. Стэн решает, что у Кайла с Венди есть какие-то отношения. Также из этой серии ясно, что она тоже сохраняет чувства. По крайней мере один раз (в этом же эпизоде) она пыталась возобновить отношения, но Стэн ясно дал понять, что не позволит ей разбивать ему сердце (она похвалила его отцовские качества и попросила прощения за своё отношение к нему, на что Стэн ответил, что ему всё равно, что она думает, после чего расстроенная Венди уходит).
В эпизоде «Список» Стэн вынужден обратиться к Венди за помощью, и в конце эпизода они признаются друг другу, что снова готовы быть вместе. Во время поцелуя Стэна вновь тошнит, и на этом эпизод заканчивается. В удалённой концовке эпизода, однако, можно заметить, что Венди довольна (раньше её также не смущала подобная реакция Стэна). После этого в эпизоде «Мюзикл начальной школы» Венди, как и все девочки школы, влюбляется в Брайдена Гуэрмо, который лучше всех в школе поёт и танцует.
В фильме «Сауc-Парк: Большой, длинный и необрезанный» она встречается с неким новичком-отличником Грегори, тем самым заставляя Стэна сильно ревновать, однако в конце фильма, когда Стэн проявляет свои качества лидера, она целует его и говорит ему, что гуляла с Грегори, чтобы досадить Стэну, и что между ними ничего не было.
Из серии «Шеф теряет терпение» известно, что Венди является поклонницей Рассела Кроу.
Как и Стэн, Кайл и Кенни, она тоже недолюбливает Картмана. В серии «Шоу о раке груди» она хотела побить его за издевательство и плоские шутки над больными раком груди, и она выполняет своё обещание.

## В семье
О семье Венди известно мало, оба её родителя появляются в сериале крайне редко и не играют существенной роли в развитии сюжета, хотя довольно часто их можно заметить среди множества «фоновых» персонажей. Мать Венди впервые появляется в эпизоде «А сиськи всё испортили», а отец — в эпизоде «Видеонабор тупой испорченной шлюхи». Вторичное появление родителей в эпизоде «Шоу о раке груди», в котором, узнав, что Венди задирается к Эрику, запрещают ей драться.
Судя по многочисленным намёкам и случайно оброненным фразам других учеников, её родители — люди неглупые и сострадательные. Из серии «Видеонабор тупой испорченной шлюхи» становится известно, что значительную часть своих денег они отдают на благотворительность и содержание приютов. Несмотря на видимое добродушие и альтруизм, супруги Тестабургер требуют от дочери значительной ответственности и дисциплины. Периодически их табу и запреты граничат с семейным деспотизмом, родители не дают дочери высказаться до конца и не желают понять контекста её речи. Однако, судя по спокойной реакции Венди на такие выпады, до конца её не подавляют, оставляя небольшую свободу действий и в целом неплохо обращаются с дочерью.
О профессиях Тестабургеров ничего не известно, равно как и о их именах. Однако, судя по их учёной речи и ежедневным просмотрам телевикторин, можно предположить, что хотя бы один из родителей занимает достаточно высокую должность в области, требующей высокого интеллектуального развития.

## Таланты и умения
На протяжении всех сезонов сериала Венди демонстрировала умение здраво мыслить и отстаивать свои убеждения. Например, в серии «Шоу о раке груди» она вызвала на поединок Картмана за то, что он смеялся над её школьным докладом о раке груди. Однако Картман, испугавшись предстоящей драки, ябедничает родителям Венди, слезно уверяя их, что она к нему задирается. В конце эпизода, несмотря на риск быть наказанной, Венди избивает его и оставляет лежать в луже крови посреди игровой площадки.
В эпизоде «Кое-что, что можно сделать пальцем» Венди оказывается единственной, кто проходит строгий отбор у главных героев, задумавших создать свою поп-группу. На прослушивании она поёт неприличную песню, что не сильно вяжется с её привычным образом «пай-девочки». Несмотря на возражения Эрика, остальные мальчики с радостью принимают Венди с условием, что она будет носить корсет на груди «…чтобы скрыть свои выпирающие люляки…» (слова Картмана). В эпизоде она ходит в зелёных брюках с широкими штанинами и коричневой жилетке с одной пуговицей. В эпизоде «Мюзикл начальной школы» Венди поёт дуэтом с третьеклассником Брайденом Гуэрмо. Однако в конце эпизода теряет всякий интерес к пению.
В сериале несколько раз упоминается о том, что Венди — круглая отличница. В эпизоде «Шеф теряет терпение» она назначена главой среди учеников, желающих поменять городской флаг. В этом же эпизоде у неё появляются романтические чувства и сексуальное влечение к Эрику Картману, что и приводит девочку в ужас. Но несмотря на ум, таланты и организаторские способности, в эпизоде «Список» оказывается, что она занимает одну из наиболее низких должностей в «девичьем комитете». Также Венди, как и остальные дети, подвергается воздействию модного мультсериала «Чинпокомоны». В эпизоде «Увлекательная фонетика с обезьянкой» она участвует в конкурсе грамматики, однако не проходит в финал.
Судя по серии «Ринопластическая клиника Тома», в приступах ревности Венди способна направлять свои умения в отнюдь не созидательное русло. Заподозрив, что Стэн влюбился в их школьную учительницу, подменяющую мистера Гаррисона, она разыгрывает многоходовую партию по удалению конкурентки. В результате учительницу обвиняют в том, что она беглая иракская преступница, ранее бывшая любовницей одного из арабских диктаторов, и отправляют ракетой в центр солнца. В этом же эпизоде выясняется, что Венди прекрасно знает арабский язык и имеет большой авторитет среди взрослых женщин Южного Парка. В эпизоде «Goobacks» Венди — одна из немногих, кто в самом деле пытается выучить язык людей из будущего.

## Внешний облик
Брюнетка, одна из самых красивых девочек в школе. Она носит розовый берет, светло-пурпурную куртку с синим воротником, синие перчатки и жёлтые брюки. В более поздних сезонах перчаток нет.